# Descendentes de Guilherme I de Inglaterra
O rei Guilherme I de Inglaterra teve ao menos nove filhos com sua esposa Matilde de Flandres, não havendo registro de qualquer filho ilegítimo da parte do mesmo. Tão extensa foi sua descendência que todos os presidentes dos Estados Unidos, à exceção de Martin Van Buren, são sabidamente descendentes de seu trineto, João de Inglaterra.

## Guilherme I
| # | Nome                      | Retrato | Nascimento | Morte                 | Casamentos          | Filhos                          |
| - | ------------------------- | ------- | ---------- | --------------------- | ------------------- | ------------------------------- |
|   | Guilherme I de Inglaterra |         | 1028       | 9 de Setembro de 1087 | Matilde de Flandres | 9 filhos, 4 homens e 5 mulheres |

## Esposa
| # | Nome                | Retrato | Nascimento | Morte                 | Casamentos                | Filhos                          |
| - | ------------------- | ------- | ---------- | --------------------- | ------------------------- | ------------------------------- |
| 1 | Matilde de Flandres |         | 1031       | 2 de Novembro de 1083 | Guilherme I de Inglaterra | 9 filhos, 4 homens e 5 mulheres |

## Filhos
| # | Nome                       | Retrato | Nascimento | Morte                   | Casamentos                                | Filhos                           |
| - | -------------------------- | ------- | ---------- | ----------------------- | ----------------------------------------- | -------------------------------- |
| 1 | Roberto II da Normandia    |         | 1054       | 10 de Fevereiro de 1134 | Sibila de Conversano                      | 1 filho homem                    |
| 2 | Ricardo da Normandia       |         | 1055       | 1081                    | Solteiro                                  | Sem filhos                       |
| 3 | Alice                      |         | 1055       | 1065                    | Solteira                                  | Sem filhos                       |
| 4 | Cecília da Normandia       |         | 1056       | 1126                    | Solteira                                  | Sem filhos                       |
| 5 | Guilherme II de Inglaterra |         | 1056       | 2 de Agosto de 1100     | Solteiro                                  | Sem filhos                       |
| 6 | Ágata                      |         | 1064       | 1079                    | Solteira                                  | Sem filhos                       |
| 7 | Constança da Normandia     |         | 1066       | 1126                    | Alano IV, Duque da Bretanha               | Sem filhos                       |
| 8 | Adela da Normandia         |         | 1067       | 8 de Março de 1137      | Estêvão II de Blois                       | 11 filhos, 6 homens e 5 mulheres |
| 9 | Henrique I de Inglaterra   |         | 1068       | 1 de Dezembro de 1135   | (1)Edite da Escócia (2)Adeliza de Lovaina | 2 filhos, 1 homem e 1 mulher     |

## Netos
| #  | Nome                  | Retrato | Nascimento         | Morte                  | Casamentos                                                              | Filhos                               |
| -- | --------------------- | ------- | ------------------ | ---------------------- | ----------------------------------------------------------------------- | ------------------------------------ |
| 1  | Guilherme Clito       |         | 25 de Outubro 1102 | 28 de Julho de 1128    | (1)Sibila de Anjou (2)Joana de Monferrato                               | Sem filhos                           |
| 2  | Guilherme de Sully    |         | 1085               | 1150                   | Inês de Sully                                                           | 2 filhos, 1 homem e 1 mulher         |
| 3  | Odo de Blois          |         |                    |                        | Solteiro                                                                | Sem filhos                           |
| 4  | Teobaldo IV de Blois  |         | 1090               | 1152                   | Matilde da Caríntia                                                     | 9 filhos, 5 homens e 4 mulheres      |
| 5  | Lithuise de Blois     |         | 1094               | 1118                   | Milo I Montlhéry                                                        | 4 filhos, 2 homens e 2 mulheres      |
| 6  | Estêvão de Inglaterra |         | 1096               | 1154                   | Matilde I, Condessa de Bolonha                                          | 5 filhos, 3 homens e 2 mulheres      |
| 7  | Lúcia-Mahaut          |         |                    | 25 de Novembro de 1120 | Ricardo de Avranches                                                    | Sem filhos                           |
| 8  | Filipe                |         |                    | 1000                   | Solteiro                                                                | Sem filhos                           |
| 9  | Inês de Blois         |         |                    |                        | Hugo de Puiset                                                          | 1 filho homem e outros desconhecidos |
| 10 | Alice de Blois        |         |                    | 1145                   | Reinaldo III de Joigni                                                  | filhos desconhecido                  |
| 11 | Henrique de Blois     |         | 1101               | 1171                   | Solteiro                                                                | Sem filhos                           |
| 12 | Leonor de Blois       |         | 1102               | 1147                   | Raul I de Vermandois                                                    | 1 filho homem                        |
| 13 | Matilde de Inglaterra |         | 1102               | 1167                   | (1)Henrique V, Sacro Imperador Romano-Germânico (2)Godofredo V de Anjou | 3 filhos homens                      |
| 14 | Guilherme Adelino     |         | 1103               | 1120                   | Matilde de Anjou                                                        | Sem filhos                           |

## Bisnetos
| #  | Nome                          | Retrato | Nascimento | Morte | Casamentos                                       | Filhos                                        |
| -- | ----------------------------- | ------- | ---------- | ----- | ------------------------------------------------ | --------------------------------------------- |
| 1  | Margarida                     |         | 1105       | 1145  | Henrique d'Eu                                    | Sem filhos                                    |
| 2  | Henrique de Sully             |         |            | 1189  |                                                  | Sem filhos                                    |
| 3  | Henrique I de Champanhe       |         | 1126       | 1181  | Maria Capeto                                     | 4 filhos, 2 homens e 2 mulheres               |
| 4  | Teobaldo V de Blois           |         | 1127       | 1191  | (1) Sibila de Château-Renaud (2) Alice de França | 7 filhos, 4 homens e 3 mulheres               |
| 5  | Estevão de Sancerre           |         | 1133       | 1190  | Adelaide                                         | 1 filho, pode ter mais                        |
| 6  | Guilherme das Mãos Brancas    |         | 1135       | 1202  |                                                  | Sem filhos                                    |
| 7  | Hugo                          |         |            |       |                                                  |                                               |
| 8  | Adélia de Champanhe           |         | 1140       | 1206  | Luís VII de França                               | 2 filhos, 1 homem e 1 mulher                  |
| 9  | Maria de Champagne            |         |            |       | Odo II, Duque da Borgonha                        | 3 filhos, 1 homem e 2 mulheres                |
| 10 | Inês de Champagne             |         |            | 1207  | Reinaldo II de Bar                               | 4 filhos homens                               |
| 11 | Margarida                     |         |            |       |                                                  | Sem filhos                                    |
| 12 | Matilde                       |         |            |       | Rotrou IV do Perche                              | Sem filhos                                    |
| 13 | Guy II de Montlhéry           |         |            | 1109  |                                                  | 1 filha                                       |
| 14 | Milo II de Montlhéry          |         |            | 1118  |                                                  | Sem filhos                                    |
| 15 | Isabela                       |         |            |       | Thibaut de Dampierre                             | Sem filhos                                    |
| 16 | Emmeline                      |         |            | 1121  | Hugo II de Broyes                                | Sem filhos                                    |
| 17 | Balduíno de Blois             |         |            | 1135  |                                                  | Sem filhos                                    |
| 18 | Eustácio IV, Conde de Bolonha |         | 1127       | 1153  | Constança de França                              | Sem filhos                                    |
| 19 | Guilherme I, Conde de Bolonha |         | 1135       | 1159  | Isabel de Warenne                                | Sem filhos                                    |
| 20 | Matilde                       |         |            | 1141  |                                                  | Sem filhos                                    |
| 21 | Maria, Condessa de Bolonha    |         | 1136       | 1182  | Mateus da Alsácia                                | 2 filhas mulheres                             |
| 22 | Hugo de Puiset                |         | 1125       | 1195  |                                                  | Sem filhos                                    |
| 23 | Hugo II de Vermandois         |         | 1127       | 1211  |                                                  | Sem filhos                                    |
| 24 | Henrique II de Inglaterra     |         | 1133       | 1189  | Leonor da Aquitânia                              | 8 filhos, 5 filhos homens e 3 filhas mulheres |
| 25 | Godofredo VI de Anjou         |         | 1134       | 1158  |                                                  | Sem filhos                                    |
| 26 | Guilherme de Poitou           |         | 1136       | 1164  |                                                  | Sem filhos                                    |